# Araneus holzapfelae
Araneus holzapfelae là một loài nhện trong họ Araneidae.
Loài này thuộc chi Araneus. Araneus holzapfelae được Roger de Lessert miêu tả năm 1936.